# Birdy Nam Nam
Birdy Nam Nam – grupa turntablistyczna z Francji założona w 2002 przez Crazy-B, DJ Pone, DJ Need i Little Mike. Podczas swojej kariery zdobyli wiele nagród, m.in. na drużynowych mistrzostwach świata DMC Technics 2002. Członkowie Birdy Nam Nam używają gramofonów jako instrumentów muzycznych, a nie jako urządzeń, które mają jedynie odtwarzać muzykę.

## Dyskografia

### Albumy
| 2005                                                    | Birdy Nam Nam                 | 170 | –  |
| 2006                                                    | Live                          | 140 | –  |
| 2009                                                    | Manual For Successful Rioting | 17  | 76 |
| 2013                                                    | Defiant Order                 | 17  | –  |
| 2013                                                    | Defiant Order Remixes Project | –   | –  |
| „–” oznacza, że album nie był notowany na danej liście. |                               |     |    |

### Single
| 2008                                                    | „Worried”              | 71 |
| 2009                                                    | „The Parachute Ending” | 68 |
| 2010                                                    | „Birdy Nam Nam”        | 35 |
| 2013                                                    | „The First Break Beat” | 78 |
| „–” oznacza, że album nie był notowany na danej liście. |                        |    |

#### Z gościnnym udziałem
| Rok                                                      | Singel                                                               | Pozycje na listach przebojów | Pozycje na listach przebojów | Pozycje na listach przebojów | Pozycje na listach przebojów | Pozycje na listach przebojów | Pozycje na listach przebojów | Certyfikat         | Album            |
| Rok                                                      | Singel                                                               | US                           | BEL (TipFL)                  | CAN                          | FRA                          | NZ                           | UK                           | Certyfikat         | Album            |
| -------------------------------------------------------- | -------------------------------------------------------------------- | ---------------------------- | ---------------------------- | ---------------------------- | ---------------------------- | ---------------------------- | ---------------------------- | ------------------ | ---------------- |
| 2013                                                     | „Wild for the Night” (A$AP Rocky wraz ze Skrillexem i Birdy Nam Nam) | 80                           | 13                           | 65                           | 169                          | 38                           | 43                           | - USA: złota płyta | Long. Live. ASAP |
| „–” oznacza, że singel nie był notowany na danej liście. |                                                                      |                              |                              |                              |                              |                              |                              |                    |                  |

### Pozostała dyskografia
- „Jazz it at home”/„Body, Mind, Spirit”, winyl
- „Engineer Fear” (Maxi Vinyl)
- „Birdy Nam Nam”, październik 2005 (winyl i CD/DVD)
- „Live in Paris”, 2006
- „Trans Boulogne Express”, grudzień 2007 (Maxi Singiel)
- „Worried” (EP)
- „Manual for successful rioting”, styczeń 2009 (winyl i CD/DVD)

Utwór „Trans Boulogne Express” pojawił się w filmie Transporter 3 (scena pościgu z udziałem Audi A8 i Mercedesa klasy E).